# Josef Mockenhaupt

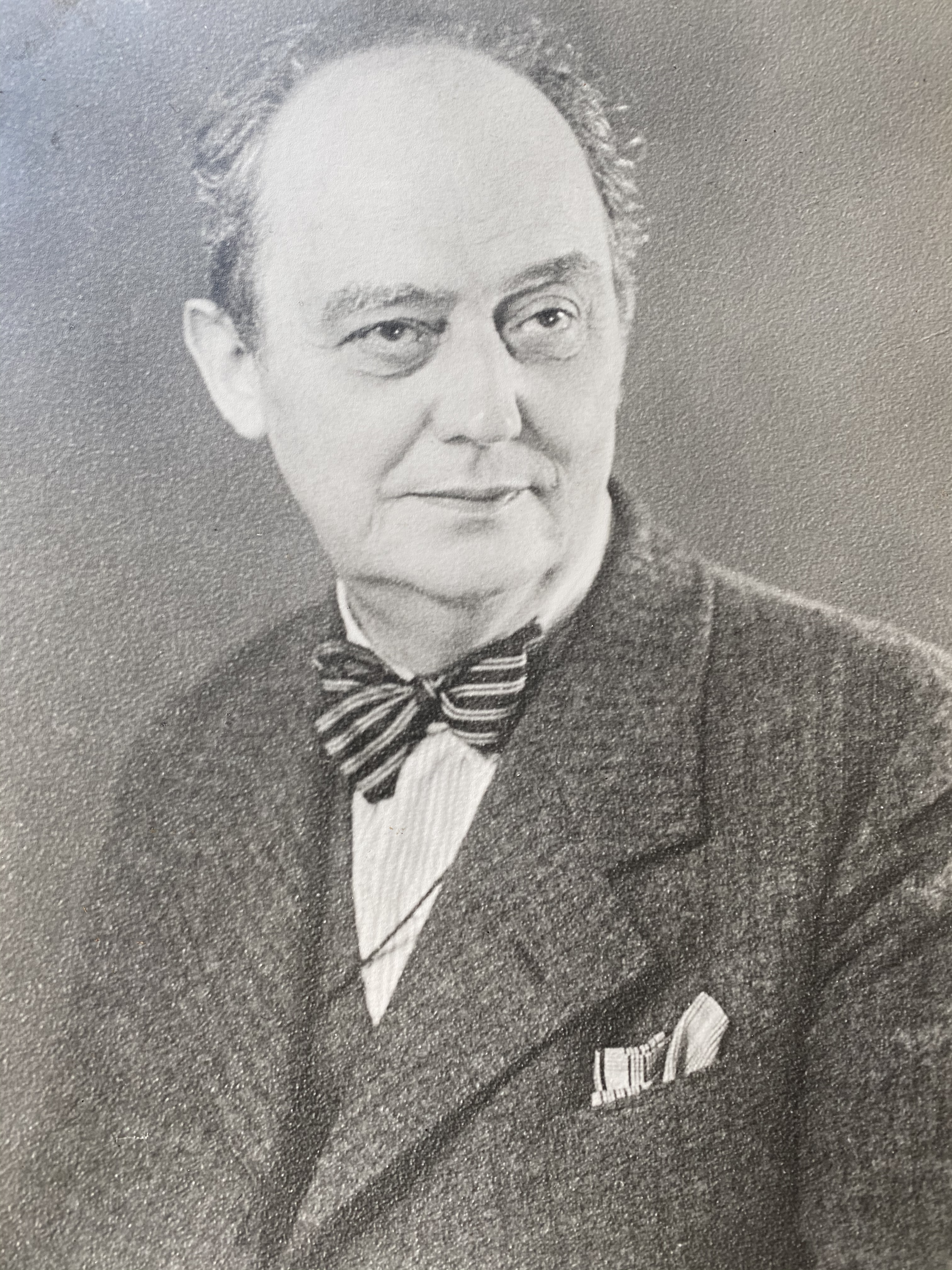
Josef Mockenhaupt

Josef Mockenhaupt (* 10. Mai 1877; † 30. Mai 1943) war ein deutscher Architekt und Schriftsteller.

## Leben und Wirken
Mockenhaupt ließ sich 1902 als selbständiger Architekt in Boppard nieder. 1910 wurde er zum Leiter der Gewerbeschule in Büdingen in Oberhessen berufen. Nach elf Jahren trat er auf eigenen Wunsch aus dem Staatsdienst aus. Sein Weg führte ihn nach Schlangenbad, Mayen, Luxemburg, Wittlich und Zemmer. Während des Ersten Weltkriegs erkrankte seine Ehefrau. Die Ärzte empfahlen einen Klimawandel. Joseph Mockenhaupt zog für ein Jahr nach Argentinien in die Gegend von Mendoza. Durch seinen Argentinienaufenthalt, wo er auch Grund gekauft hatte, verlor er den größten Teil seines Vermögens.
Als Architekt errichtete er u. a. Bauten in Boppard am Rhein, in Simmern, in Wetzlar, in Mayen, die unter Denkmalschutz stehende Pfarrkirche in Schuld sowie eine große Anzahl von Privat- und Landhäusern in Boppard, Simmern und Bad Homburg.
Als Schriftsteller veröffentlichte er zum Teil unter dem Pseudonym Johannes Laurenburger. Eine Trilogie Welt im Werden, Abt Rode – der Reformator von Trier, Der Herr Erzbischof. In diesem letzten Werk behandelte er das Leben und Schaffen des Norbert von Xanten, dem späteren Erzbischofs von Magdeburg.

## Bauten (Auswahl)
- 1908: Bildchenkapelle in Rittersdorf (Eifel)[4]
- 1923: Katholische Pfarrkirche in Zettingen[5]
- Kant-Gymnasium Boppard[2]
- Alumnat St. Michael in Boppard[1]